# Beduka
Beduka – rodzaj płazów bezogonowych z rodziny ropuchowatych (Bufonidae).

## Zasięg występowania
Rodzaj obejmuje gatunki występujące w rzekach Amboli i Koyna w stanie Maharasztra w Ghatach Zachodnich w południowych Indiach.

## Systematyka
Rodzaj zdefiniował w 2009 roku międzynarodowy zespół herpetologów (Indyjczycy Sathyabhama Das Biju i Varad B. Giri, Belgowie Ines Van Bocxlaer i Franky Bossuyt oraz Brytyjczyk Simon P. Loader) w artykule poświęconym dwóm nowym endemicznym rodzajom i nowemu gatunkowi ropuchowatych z Ghatów Zachodnich w Indiach, opublikowanym w czasopiśmie BMC Research Notes. Jednak artykuł został opublikowany tylko w wersji elektronicznej przed 2012 rokiem i dlatego według zasad Międzynarodowej Komisji Nomenklatury Zoologicznej nazwa Xanthophryne jest nazwą nieważną; nową nazwę – Beduka – nadał w 2021 roku międzynarodowy zespół herpetologów (Francuz Alain Dubois, Austriaczka Annamarie Ohler i Amerykanin Robert Alexander Pyron) w artykule poświęconym nowym koncepcjom i metodom taksonomii filogenetycznej i nomenklatury w zoologii, opublikowanym w czasopiśmie Megataxa. Gatunkiem typowym jest (oryginalne oznaczenie) B. koynayensis.

### Etymologia
- Xanthophryne: gr. ξανθος xanthos ‘żółty, złoty’; φρυνη phrunē, φρυνης phrunēs ‘ropucha’[2].
- Beduka: nazwa beduka oznaczająca w języku marathi ‘ropuchę’[1].

### Podział systematyczny
Beduka jest taksonem siostrzanym dla Duttaphrynus. Do rodzaju należą następujące gatunki:
- Beduka amboli Dubois, Ohler & Pyron, 2021
- Beduka koynayensis (Soman, 1963)